# Michael Edward Fossum
Michael Edward Fossum (Sioux Falls, Dakota del Sur, 19 de diciembre de 1957) es un exastronauta estadounidense y director de operaciones de la Universidad de Texas A&M en Galveston. Voló al espacio a bordo del Transbordador espacial Discovery de la NASA en las misiones STS-121 y STS-124, y sirvió como especialista en la Expedición 28 y como comandante de la Expedición 29 a bordo de la Estación Espacial Internacional (ISS).

## Fuerza Aérea de los Estados Unidos
Fossum estuvo involucrado con la Fuerza Aérea de los Estados Unidos durante sus años de pregrado en la Universidad de Texas A&M y sirvió como comandante del Escuadrón 3 en el Cuerpo de Cadetes. Se graduó en ingeniería mecánica en 1980. Recibió su maestría en Ciencias físicas (Ciencia espacial) de la Universidad de Houston. Fue seleccionado para asistir a la Escuela de Pilotos de Prueba de la Fuerza Aérea, desde donde voló 34 tipos diferentes de aviones. Dejó el servicio activo por la Reserva de la Fuerza Aérea en 1992 para trabajar para la NASA y se retiró como Coronel en la USAF en 2010.

## Carrera en la NASA
La primera vez que Fossum se interesó en ser astronauta fue a los doce años, cuando ve el aterrizaje en la luna del Apolo 11. Reavivó este sueño mientras fue asignado por la Fuerza Aérea en el Centro Espacial Johnson a principios de la década de 1990.
En enero de 1993, Fossum fue empleado por la NASA como ingeniero de sistemas. Sus principales responsabilidades eran evaluar la nave espacial rusa Soyuz para su uso como vehículo de escape de emergencia para la nueva estación espacial internacional. Más tarde, en 1993, Fossum fue seleccionado para representar a la Dirección de Operaciones de la Tripulación de Vuelo en un extenso rediseño de la Estación Espacial Internacional. Después de esto, continuó trabajando para la oficina de la tripulación y la Dirección de Operaciones de la Misión en el área de operaciones de ensamblaje. En 1996, Fossum apoyó a la Oficina de Astronautas como Asistente Técnico para el Transbordador espacial, apoyando revisiones de diseño y gestión. En 1997, se desempeñó como ingeniero de pruebas de vuelo en el X-38, un prototipo de vehículo de escape de la tripulación para la ISS, que estaba siendo desarrollado por la Dirección de Ingeniería de la NASA-JSC y probado en vuelo en la NASA Dryden.
Fossum fue seleccionado por la NASA como candidato a astronauta en junio de 1998, después de haber presentado su solicitud durante casi todos los períodos de selección desde 1988 (7 veces). Se presentó para capacitación en agosto de 1998. Fossum anteriormente se había desempeñado como Líder de la Oficina de Astronautas para el desarrollo de software de vuelo de ISS. Como Comunicador de Cápsula (CAPCOM) en Control de Misión, Fossum apoyó varios vuelos, incluido el Lead CAPCOM para la ISS Expedición 6. Siendo un veterano de tres vuelos espaciales, STS-121 en 2006, STS-124 en 2008 y Expedition 28/29 en 2011, Fossum ha registrado más de 194 días en el espacio, incluidas más de 48 horas de actividad extravehicular (EVA) en siete caminatas espaciales.
Después de regresar a la Tierra en 2011, Fossum ha servido en varios trabajos relacionados, incluyendo el puesto de asistente del jefe de la oficina de astronautas de la Estación Espacial Internacional.

## Vuelos espaciales

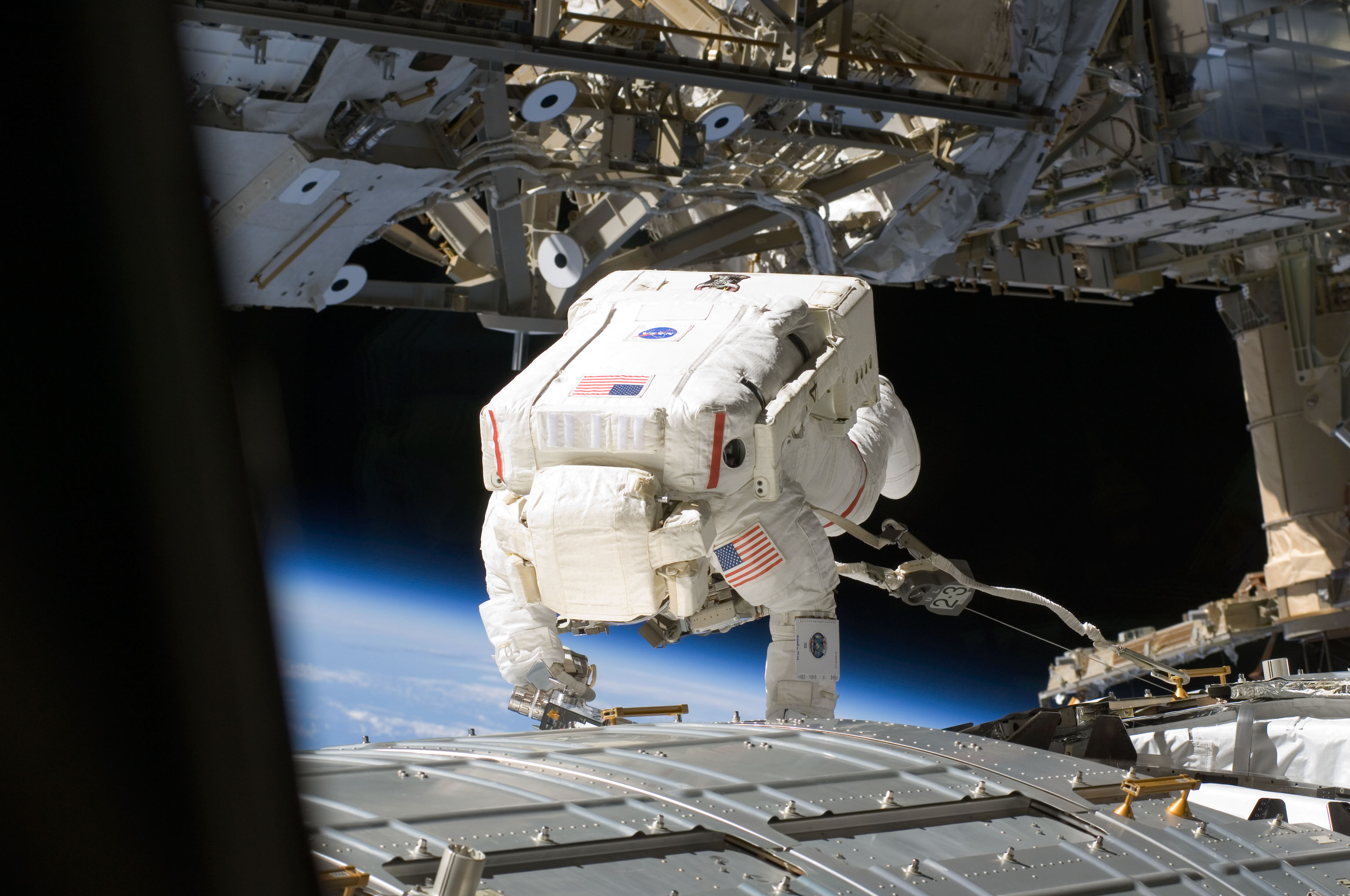
Fossum durante una caminata espacial

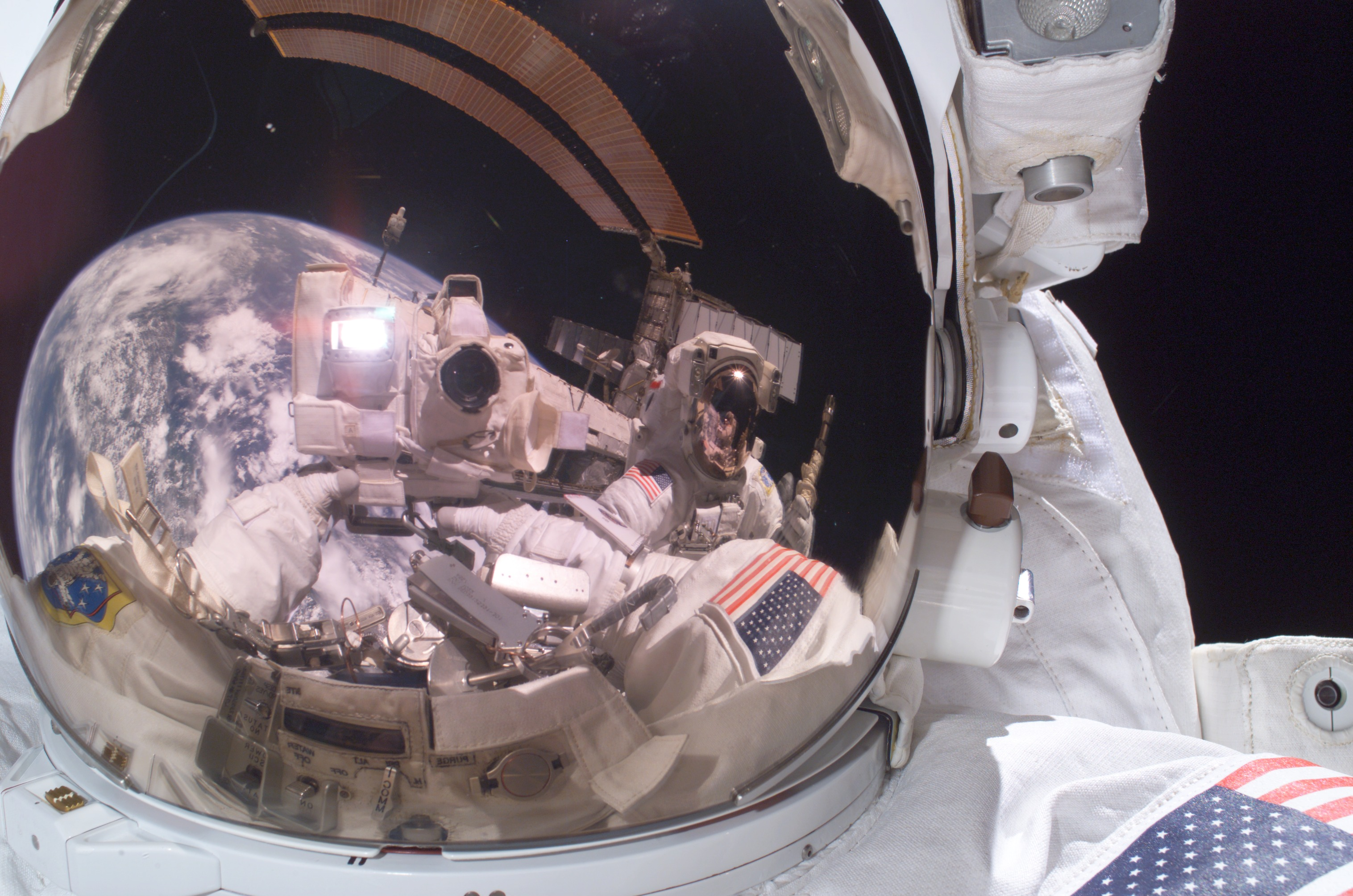
Un autorretrato de Fossum tomado en una caminata espacial, que figura en la galería de fotos de Popular Science de las mejores selfies de astronautas.

Fossum fue al espacio por primera vez el 4 de julio de 2006 como especialista en misiones de la misión STS-121 en la Estación Espacial Internacional, donde participó en tres caminatas espaciales. El 8 de julio, Fossum junto con Piers Sellers realizó una caminata espacial de 7 horas y media para reparar la ISS y probar usando el brazo del transbordador espacial como plataforma para hacer reparaciones en la misma nave espacial. Fossum se convirtió en el primer estudiante de la Universidad de Texas A&M en viajar al espacio.
En 2008, Fossum asumió el papel de especialista en misiones a bordo del STS-124 que se lanzó el 31 de mayo de 2008. El objetivo principal de la misión era la entrega y la instalación del módulo del Laboratorio Kibo de Japón. Una vez conectado, este módulo se convirtió en la adición más grande y con mayor capacidad científica de la Estación Espacial Internacional. Fossum participó en la instalación como caminante espacial principal, EVA-1, acompañado por su compañero caminante espacial Ronald John Garan. Finalmente realizarían tres caminatas espaciales durante la misión de catorce días.
El 7 de junio de 2011, Fossum fue lanzado junto con sus compañeros de tripulación Sergey Alexandrovich Volkov y Satoshi Furukawa en el Soyuz TMA-02M desde el Cosmódromo de Baikonur, Kazajistán, a la ISS para unirse a la tripulación de la Expedición 28. A la salida de la Expedición 28, Fossum sirvió como Comandante de la ISS durante la Expedición 29 desde el 9 de septiembre hasta el 21 de noviembre de 2011. Regresó a la Tierra el 22 de noviembre de 2011. Durante la Expedición 28, Fossum realizó su séptimo EVA con Ronald Garan, que duró 6 horas y 31 minutos. Durante el EVA, recuperaron un módulo defectuoso para regresar a la Tierra, instalaron dos experimentos y repararon una nueva base para el Canadarm 2.

## Universidad de Texas A&M
En enero de 2017, Fossum dejó la NASA y aceptó un puesto en la Universidad de Texas A&M en Galveston como Vicepresidente y Director de Operaciones.

## Vida personal

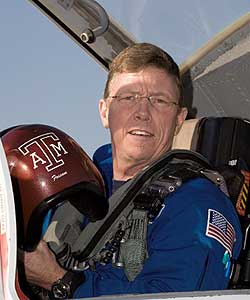
Fossum con un casco de Texas A&M

Fossum está casado con Melanie J. London y tienen cuatro hijos juntos. En su tiempo libre disfruta de actividades con su familia y pasatiempos como correr y hacer mochilero.
Como Eagle Scout, está muy involucrado con los Boy Scouts of America (BSA), así como con la Orden de la Flecha, y es el Scoutmaster de la Tropa 1598 con sede en Webster, Texas. La BSA lo ha honrado con el premio Distinguished Eagle Scout Award.
Todavía mantiene una estrecha afiliación con la Universidad de Texas A&M y el Cuerpo de Cadetes de la Universidad, de la cual se graduó en 1980. Desde que regresó de su primera misión en 2006, ha participado en muchos eventos de oratoria en Texas A&M, incluyendo Elephant Walk, Aggie Muster, JCAP (Cuerpo de Cadetes) y la presentación de una bandera de Aggie en STS-121 en un partido de fútbol americano de Texas A&M. El 6 de marzo de 2010, Fossum se convirtió en la persona más joven en ingresar al Salón de Honor del Cuerpo de Cadetes. En 2011, la NASA trabajó con la Escuela de Ingeniería de Texas A&M para organizar una entrevista en vivo de la ISS entre los estudiantes de Fossum y Aggie.
Una escuela secundaria en McAllen, Texas, lleva el nombre de Fossum.
Fossum reside en Houston, Texas.